# Rom-Tempel

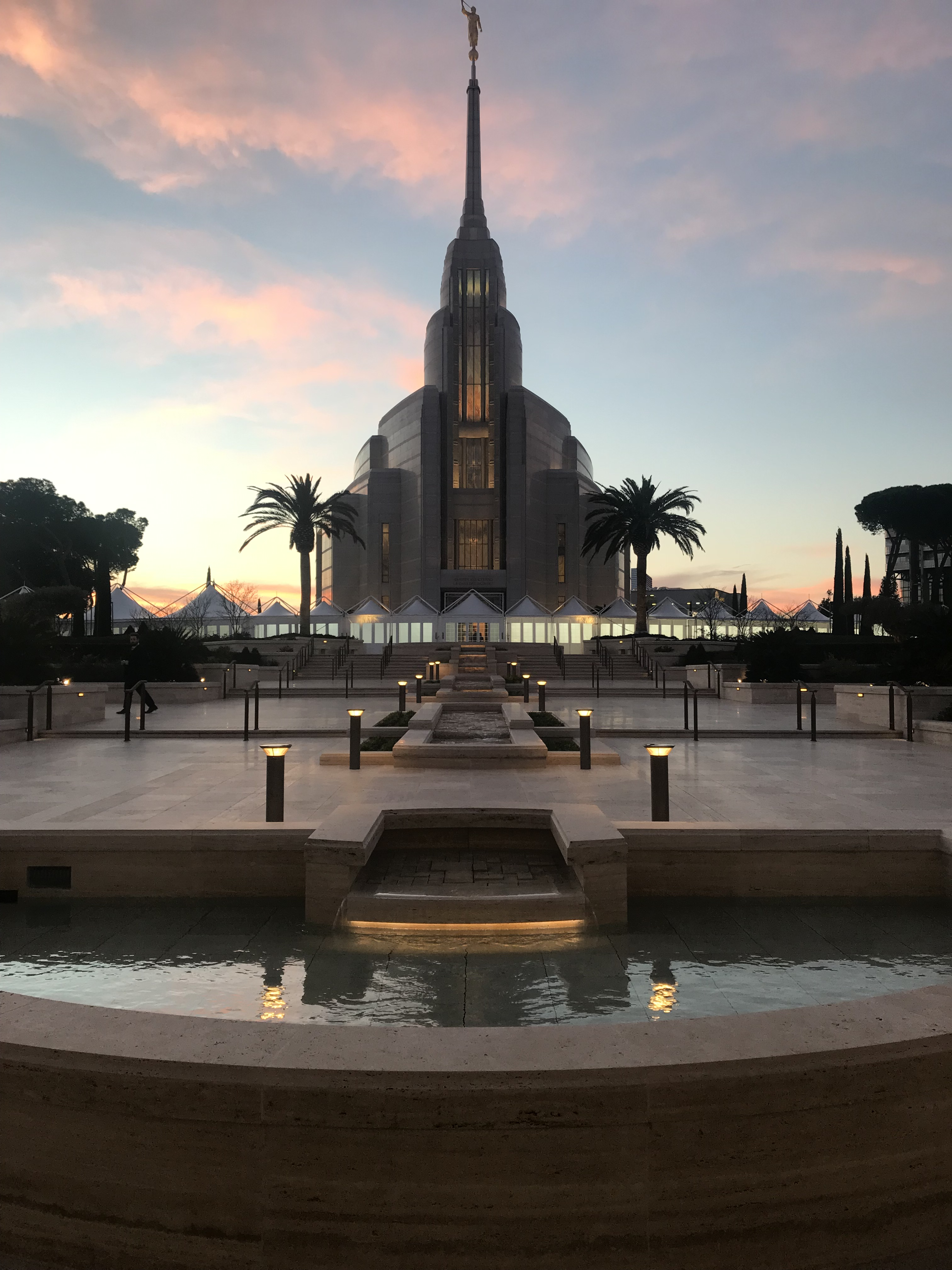
Rom-Tempel beim Sonnenuntergang (2019)

Der Rom-Tempel ist ein Tempel der Kirche Jesu Christi der Heiligen der Letzten Tage in Rom.

## Geschichte

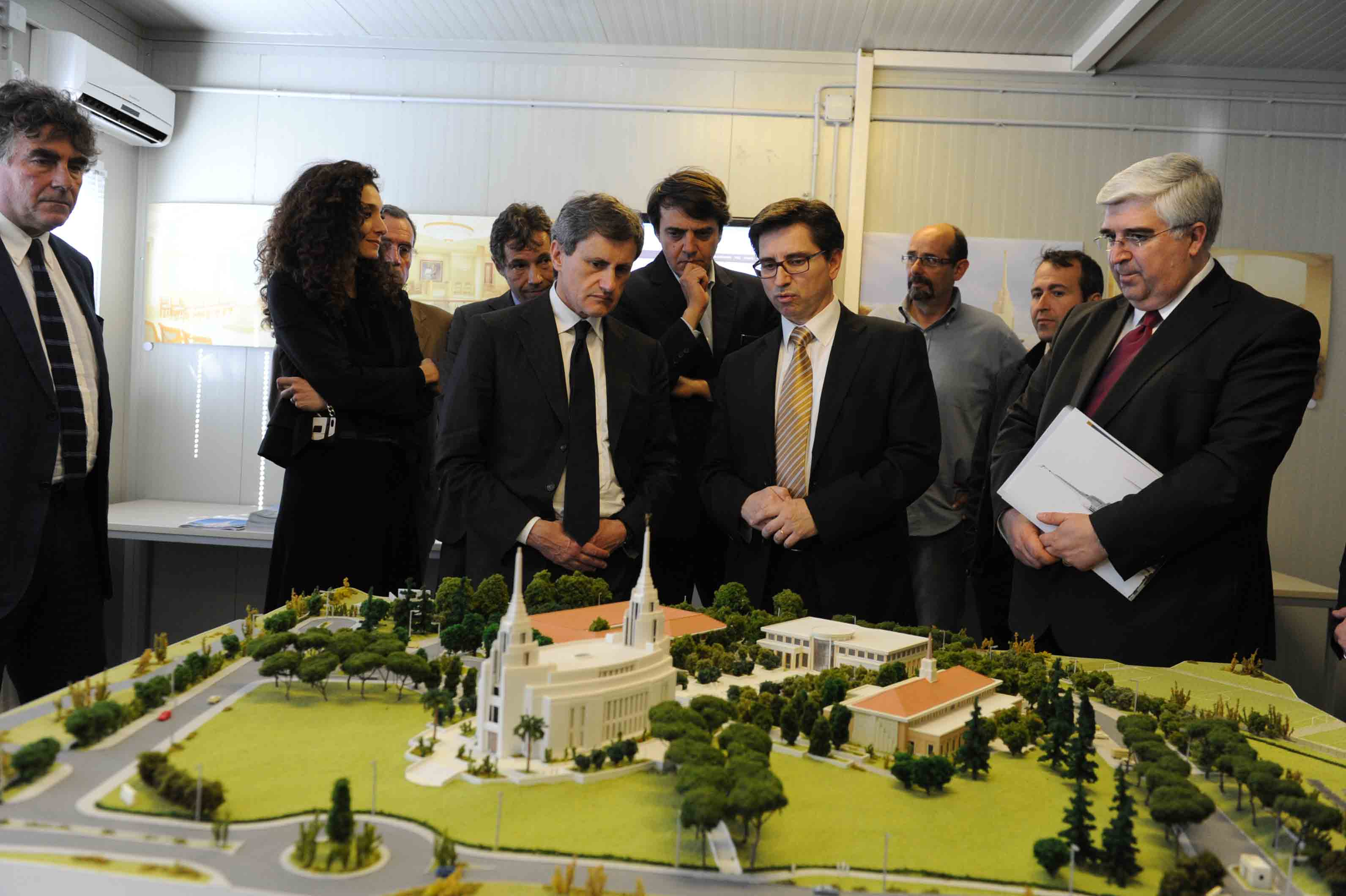
Der Bürgermeister von Rom, Gianni Alemanno, besuchte die mormonische Gemeinde (2013).

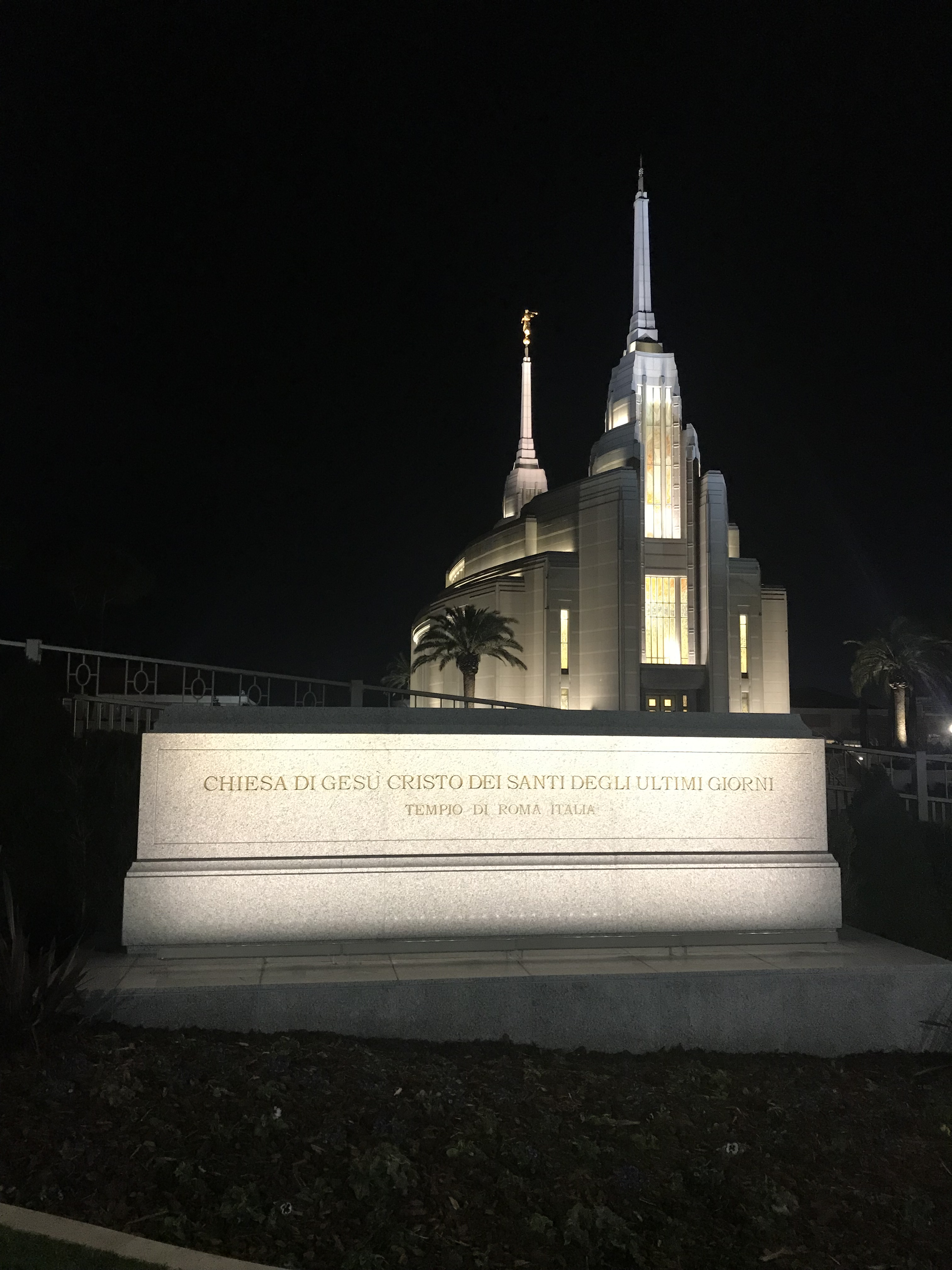
Rom-Tempel in der Nacht (2019)

Am 4. Oktober 2008 gab der Präsident Thomas S. Monson auf der Generalkonferenz bekannt, dass die Mormonen einen Tempel in Rom bauen wollen. Den Baugrund kaufte die Glaubensgemeinschaft in den späten 1990er Jahren. Der Tempel dient Mitgliedern in Griechenland, Zypern, Slowenien, Bosnien-Herzegowina und Nordmazedonien sowie den mehr als 22.000 Mitgliedern der Kirche in Italien.
Zur Vorbereitung für den Bau und als Teil des Genehmigungsprozesses wurde wie bei jedem Grundstück in Rom eine bodenarchäologische Erkundung vorgenommen. Nachdem keine Ruinen gefunden wurden, wurde der Bauantrag genehmigt. Die Zeremonie des ersten Spatenstiches wurde durch Thomas S. Monson am 23. Oktober 2010 abgehalten. Da nur geladene Gäste teilnehmen durften, wurde die Zeremonie am folgenden Tag in alle Gemeindehäuser der Mormonen von Italien übertragen. Unter den Ehrengästen war unter anderem auch Erich Kopischke, der Präsident des Gebiets „Europa“ der Kirche Jesu Christi der Heiligen der Letzten Tage. Der Tempel wurde im Januar 2019 fertiggestellt und war bis zum 16. Februar 2019 zur öffentlichen Besichtigung freigegeben. Am 10. März 2019 wurde der Tempel von Russell M. Nelson geweiht.

## Lage
Der Tempel steht mit drei Stockwerken auf einem gut sechs Hektar großen Gelände mit einer Nutzfläche von 3700 Quadratmetern in der Nähe der Autostrada A90.
Der Tempel hat außerdem noch ein Gemeindezentrum, ein Besucherzentrum, Gärten und ein Zentrum für Familiengeschichtsarbeit. Das Besucherzentrum beherbergt eine Kopie der Christusstatue von Bertel Thorvaldsen.

## Kritik
Kardinal Elio Sgreccia beschwerte sich über den Tempel, da dieser der Ökumene hinderlich wäre, zeigte sich aber erfreut über die vielen Arbeitsplätze, die durch den Tempelbau entstanden seien. Erzbischof Gianfranco Girotti hingegen begrüßte den Bau des Tempels und hofft auf einen Dialog mit den Mormonen.